# Shelley Sandie
Shelley Sandie, född den 22 januari 1969 i Melbourne i Australien, är en australisk basketspelare som tog på hemmaplan i Sydney tog OS-silver 2000. Hon var även med och tog OS-brons 1996 i Atlanta. 2000 var första gången Australien tog silver vid de olympiska baskettävlingarna.